# Долнонемски език
Долнонемски или долносаксонски (долнонемски: Plattdütsch, Plattdüütsch, Plattdütsk, Nedderdüütsch, Platduuts, Nedderduuts; на немски: Plattdeutsch, Niederdeutsch; на нидерландски: Nedersaksisch или Nederduits) е западногермански език, говорен главно в Северна Германия и източните части на Нидерландия. Говорен е също така и от германската диаспора по света (наричана Plautdietsch), от фризийците и в Южна Дания.
Като ингваеонски език, долнонемският е доста различен от хермионските (горногермански) езици, като книжовния немски, фризийски и английски. Разликата е в резултат от движението на съгласните в горнонемския, като Юрдингенската и Бенратската линии са най-известните лингвистични граници.